# Casa Howard (miniserie televisiva)
Casa Howard (Howards End) è una miniserie televisiva britannico-statunitense in quattro puntate diretta da Hettie Macdonald e tratta dall'omonimo romanzo di E. M. Forster, pubblicato nel 1910.

## Premessa
Casa Howard esamina "il cambiamento nel paesaggio di divisioni e classi sociali nell'Inghilterra di inizio secolo attraverso il prisma di tre famiglie: gli intellettuali e idealistici Schlegel, i benestanti Wilcox dal mondo degli affari e i proletari Bast."

## Personaggi e interpreti

### Personaggi principali
- Margaret Schlegel, interpretata da Hayley Atwell, doppiata da Valentina Mari.
- Henry Wilcox, interpretato da Matthew Macfadyen, doppiato da Massimo Lodolo.
- Helen Schlegel, interpretata da Philippa Coulthard, doppiata da Ludovica Bebi.
- Leonard Bast, interpretato da Joseph Quinn, doppiato da Davide Perino.
- Charles Wilcox, interpretato da Joe Bannister, doppiato da Emiliano Coltorti.
- Jacky Bast, interpretata da Rosalind Eleazar.
- Tibby Schlegel, interpretato da Alex Lawther, doppiato da Manuel Meli.
- Evie Wilcox, interpretata da Bessie Carter, doppiata da Barbara De Bortoli.
- Paul Wilcox, interpretato da Jonah Hauer-King, doppiato da Emanuele Ruzza.
- Zia Juley Mund, interpretata da Tracey Ullman, doppiata da Lorenza Biella.
- Ruth Wilcox, interpretata da Julia Ormond, doppiata da Tiziana Avarista.

### Personaggi ricorrenti
- Dolly Wilcox, interpretata da Yolanda Kettle.
- Sig.ina Avery, interpretata da Sandra Voe, doppiata da Graziella Polesinanti.
- Crane, interpretato da Gavin Brocker.
- Percy Cahill, interpretato da Miles Jupp.
- Burton, interpretato da William Belchambers.
- Nancy, interpretata da Hannah Traylen.

## Produzione
La lavorazione per la miniserie è iniziata nell'estate 2016. L'abitazione usata per le riprese è Vann House, vicino Hambledon; risalente al 1542 ma ristrutturata da W. D. Caröe dopo il 1907 con i giardini progettati da Gertrude Jekyll. Le scene sono state girate a Waverley Abbey, West Wycombe Park, Ballard Down, Swanage Pier e Harry Warren House a Studland Bay. I luoghi di Londra includono Myddelton Square a Clerkenwell, Great Russell Street, Chancery Lane, il British Museum, Australia House e Simpson's-in-the-Strand.

## Pubblicazione

### Marketing
Il 4 maggio 2017, la prima immagine della miniserie è stata pubblicata. Il 7 dicembre 2017, Starz pubblica il primo trailer per il pubblico americano.

### Premiere
Il 1º novembre 2017, la miniserie ebbe la sua première ufficiale britannica a Londra alla BFI Southbank. Il 4 aprile 2018, la miniserie ha avuto la sua première americana a New York al Whitby Hotel.

### Trasmissione
Casa Howard è stata trasmessa da BBC One nel Regno Unito, ABC in Australia e Starz negli Stati Uniti. La miniserie è andata in onda negli Stati Uniti dall'8 al 30 aprile 2018 su Starz.
In Italia, l'intera miniserie è stata resa disponibile il 1º giugno 2018 su Sky Box Sets ed è stata trasmessa su Sky Uno dal 1º al 22 giugno 2018.